# Lirimiris supertruncata
Lirimiris supertruncata är en fjärilsart som beskrevs av Paul Dognin 1914. Lirimiris supertruncata ingår i släktet Lirimiris och familjen tandspinnare. Inga underarter finns listade i Catalogue of Life.